# Львовский техникум железнодорожного транспорта
Львовский техникум железнодорожного транспорта (укр. Львівський технікум залізничного транспорту) — государственное  среднее специальное учебное заведение, осуществляющее подготовку квалифицированных специалистов для работы на железнодорожном транспорте.

## История
Здание, в котором находится сейчас техникум железнодорожного транспорта, было построено в 1905-1908 г. специально для «Технической (художественно-промышленной) школы» во Львове. До 1939 г. школа готовила специалистов: электромехаников, электромонтёров, машинистов паровых котлов, машинистов паровозов, радиотелефонистов, радиотелеграфистов и путейцев.
История техникума берет начало с 1940 года, когда распоряжением Совета Народных комиссаров СССР от 25 марта 1940 года, распоряжения Наркомата путей сообщения СССР от 3 апреля 1940 года и приказа Наркома путей сообщения СССР от 14 июня 1940 года во Львове было открыто железнодорожное училище. Базой для его создания послужили механический, электромеханический и дорожный лицеи польской технической школы, которая находилась до 1939 года в помещении по ул. Снопковская, 47. В 1950-х годах оно было реорганизовано в техническую школу машинистов локомотивов Львовской железной дороги, теперь это техникум железнодорожного транспорта.

## Техникум сегодня
Техникум железнодорожного транспорта осуществляет подготовку по специальностям:
- Монтаж, обслуживание и ремонт автоматизированных систем управления движением на железнодорожном транспорте
- Техническое обслуживание, ремонт и эксплуатация тягового подвижного состава
- Техническое обслуживание и ремонт устройств электроснабжения железных дорог
- Организация перевозок и управление на железнодорожном транспорте
- Бухгалтерский учет

На сегодняшний день общее количество студентов, обучающихся на дневной и заочной формах обучения составляет 2500 человек.

## Сотрудничество
Техникум тесно сотрудничает с Украинской государственной академией железнодорожного транспорта в Харькове и Днепропетровским национальным университетом железнодорожного транспорта, куда для продолжения обучения и получения высшего специально образования направляются наиболее успешные выпускники.
Техникум имеет филиал в г. Черновцы.